# Scaptomyza articulata
Scaptomyza articulata är en tvåvingeart som beskrevs av Hardy 1965. Scaptomyza articulata ingår i släktet Scaptomyza och familjen daggflugor. Inga underarter finns listade i Catalogue of Life.